# Nacer Barazite
Nacer Barazite - em árabe, ناصر بارازيت (Nimegue, 27 de maio de 1990), é um ex-futebolista neerlandês de descendência marroquina. 